# جیانلوکا پگولو
جیانلوکا پگولو (انگلیسی: Gianluca Pegolo؛ زادهٔ ۲۵ مارس ۱۹۸۱) بازیکن سابق فوتبال اهل ایتالیا است.
از باشگاه‌هایی که در آن بازی کرده‌است می‌توان به باشگاه فوتبال هلاس ورونا، باشگاه فوتبال پارما، باشگاه فوتبال روبور سیه‌نا، باشگاه فوتبال ساسولو، و باشگاه فوتبال جنوآ اشاره کرد.